# Gabriel Fejcho
Gabriel Fejcho, ps. „Harcerz”, „Bury”, „Ogień” (ur. 24 listopada 1927 w Sompolnie, zm. 9 maja 1946 w Koninie) – harcerz ZHP, członek antykomunistycznego oddziału partyzanckiego Jerzego Gajdzinskiego, dowódca jednostki Konspiracyjnego Wojska Polskiego działającej w powiecie kolskim, konińskim, włocławskim i radziejowskim, ofiara zbrodni komunistycznych.

## Życiorys
Pochodził z Sompolna. Był wychowywany w rodzinie patriotycznej przez ojca Kazimierza i matkę Józefę z domu Wysocką. Jego ojciec był z zawodu murarzem, a w okresie okupacji niemieckiej żołnierzem Narodowej Organizacji Wojskowej i Narodowych Sił Zbrojnych na terenie powiatu kolskiego. Kazimierz Fejcho został aresztowany, na skutek dekonspiracji łącznika, w marcu lub w kwietniu 1943 roku i osadzony w więzieniu w Zwickau. Skazany wyrokiem niemieckiego Wyższego Sądu Krajowego z 26 listopada 1943 roku poniósł śmierć poprzez zgilotynowanie w więzieniu w Dreźnie 12 stycznia 1944 roku. Jego syn, Gabriel, zdołał przed II wojną światową ukończyć pięć klas szkoły powszechnej. W 1943 roku został przymusowo wcielony do Batalionów Pracy i zesłany do Berlina. W 1945 roku powrócił do Polski, gdzie został zastępcą drużynowego drużyny ZHP im. Jana Kilińskiego.
Nie godząc się na zaprowadzone siłą w Polsce rządy komunistyczne postanowił związać się z partyzantką antykomunistyczną. Od 21 października 1945 roku do listopada 1945 roku służył w oddziale partyzanckim Jerzego Gajdzinskiego ps. „Szary”. Po rozbiciu oddziału powrócił do Sompolna, gdzie, w obawie przed aresztowaniem, ukrywał się u swojego kuzyna Henryka Wysockiego. Pod koniec listopada 1945 roku w mieszkaniu Wysockiego powołał oddział partyzancki, nad którym objął dowództwo.
W styczniu 1946 roku, dzięki pośrednictwu Antoniego Fryszkowskiego, podległy mu oddział włączono w struktury KWP, stając się jednostką Służby Ochrony Społeczeństwa, o kryptonimie Leśna, w pionie operacyjnym KWP pod nazwą Kierownictwo Walki z Bezprawiem. Przysięgę wojskową Fejcho złożył przed Feliksem Gruberskim ps. „Artur” – ostatnim komendantem Armii Krajowej Obwodu Konin.
Oddział Fejcha liczył średnio 20–25 żołnierzy (w większości byli to mieszkańcy Sompolna). Zastępcą „Ognia” był Antoni Fryszkowski. Jednostka dzieliła się na plutony. Dowódcami plutonów byli: Zbigniew Tomczak ps. „Orzeł” i Tadeusz Tyblewski ps. „Kanar”. Łącznikami pomiędzy komendantem powiatu a oddziałem byli Stanisław Szewczykowski i Kazimierz Jabłoński ps. „Biały”. Odpowiedzialnym za wywiad był Władysław Lewandowski ps. „Szpak”, któremu informacje dostarczali Henryk Wysocki, Irena Lipińska i Józef Wiśniewski. Wśród innych członków jednostki wymienia się m.in. porucznika Radosława Kleszczewskiego ps. „Sęp” czy Józefa Kubackiego ps. „Wicher”. Członkowie oddziału podczas działań partyzanckich ubierali się w mundury Wojska Polskiego.
Oddział operował na terenie czterech powiatów: kolskiego, konińskiego, włocławskiego i radziejowskiego.
Do zrealizowanych przez jednostkę „Burego” zadań zalicza się:
- zajęcie urzędu gminy w Boguszycach, gdzie partyzanci spalili akta kontyngentowe, Wierzbniku i Izbicy Kujawskiej[3];
- zajęcie majątku ziemskiego Powiatowego Urzędu Bezpieczeństwa Publicznego Koło w Licheńku[4];
- rozbicie posterunku MO w Lubrańcu, Ślesinie, Kazimierzu Biskupim, Piotrkowie Kujawskim i Izbicy Kujawskiej[3];
- starcie z grupą operacyjną MO i Urzędu Bezpieczeństwa Publicznego w miejscowości Bugaj[7];
- starcie w okolicach miejscowości Biernatki koło Lubania z grupą operacyjną MO (w trakcie walk zginął zastępca komendanta MO w Lubrańcu)[4];
- ostrzelanie, na szosie w powiecie kolskim, samochodu z funkcjonariuszami UBP[4];
- wykonywanie wyroków śmierci lub kary chłosty na funkcjonariuszach UB i MO, donosicielach i działaczach komunistycznych[4];
- uwalnianie żołnierzy antykomunistycznych z aresztów ubeckich[8];
- rekwirowanie broni, amunicji, żywności i spirytusu (na poczet dowodzonego oddziału)[3][1];
- zarekwirowanie 7 tysięcy złotych w akcji na wagon pocztowy na trasie Nieszawa – Sompolno; 3,5 tysiąca złotych na stacji kolejowej w Kramsku; 13,6 tysiąca złotych w Babiaku; 5,3 tysiąca złotych w Sompolnie; 71 tysięcy na stacji w Mchowie[3].

Nocą z 11 na 12 kwietnia 1946 roku „Ogień” został ujęty, wraz z jego kilkoma żołnierzami, we wsi Płoszewo (pomimo dalszych działań funkcjonariuszom UB nie udało się zlikwidować reszty oddziału). Następnie przewieziono go do Poznania, gdzie był przesłuchiwany przez funkcjonariusza Wojewódzkiego Urzędu Bezpieczeństwa Publicznego – Jana Heydaka. Następnie przewieziony 24 kwietnia 1946 roku do PUBP w Koninie. 6 maja 1946 roku Sąd Okręgowy w Kaliszu, na sesji wyjazdowej w Koninie, skazał go, w trybie doraźnym, na karę śmierci (przewodniczącym sądu był Jan Ryczanowski). Wyrok wykonano poprzez strzał w tył głowy 9 maja 1946 roku o godzinie 8:45 w więzieniu w Koninie na ulicy Wodnej. Ciało następnie zostało zakopane w lesie niedaleko Wilkowa, a po dwóch tygodniach odkopane przez matkę Fejcha, ubrane w mundur harcerski i ponownie pochowane w tym samym miejscu. W 1953 roku, staraniem matki Fejcha oraz jego żołnierzy, ciało ekshumowano i pochowane potajemnie oraz bezimiennie w rodzinnym grobie Fejchów na cmentarzu w Sompolnie.

## Upamiętnienie
Staraniem historyka – Alicji Paczoskiej-Hauke, oraz lokalnych środowisk patriotycznych i kombatanckich 17 czerwca 2012 roku złożono pamiątkową płytę nagrobną poświęconą Fejchowi na cmentarzu parafialnym w Sompolnie. W uroczystości wzięły udział poczty sztandarowe (Związku Kombatantów RP i Byłych Więźniów Politycznych, Zespołu Szkolno-Przedszkolnego Nr 1, Zespołu Szkół Ponadgimnazjalnych w Sompolnie), ostatni żyjący żołnierze z oddziału „Ognia” i ich rodziny, kombatanci, żołnierze AK, przedstawiciele władz samorządu z wicestarostą powiatu konińskiego – Andrzejem Nowakiem, naczelnik delegatury Instytutu Pamięci Narodowej w Bydgoszczy – Krystyna Trepczyńska wraz z pracownikami pionu edukacji oraz mieszkańcy miasta i gminy Sompolno.